# Stadt Wanzleben

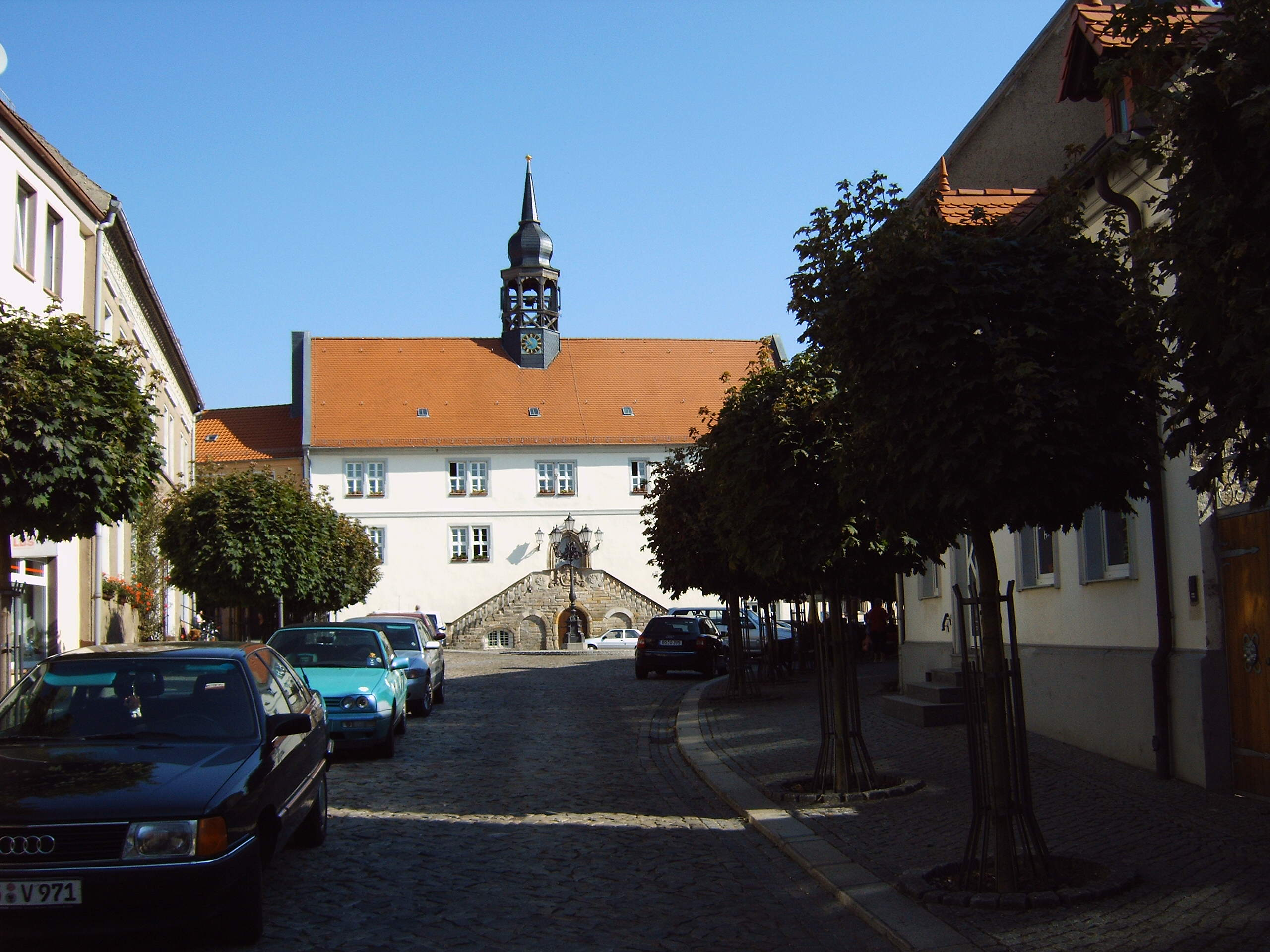
Rathaus und Marktplatz

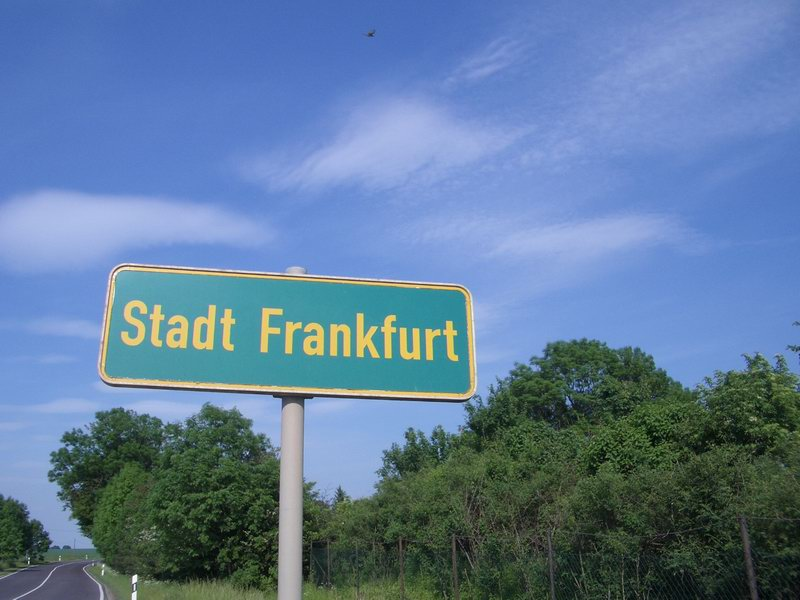
Ortsschild des Ortsteils Stadt Frankfurt

Stadt Wanzleben ist ein Ortsteil der Stadt Wanzleben-Börde im Landkreis Börde in Sachsen-Anhalt.

## Geographie
Stadt Wanzleben liegt in der Magdeburger Börde, am Bode-Nebenfluss Sarre.
Als Ortsteile der ehemaligen Stadt waren ausgewiesen:
- Blumenberg
- Buch
- Schleibnitz
- Stadt Frankfurt

## Geschichte

Karte von Wanzleben (um 1750)

Wanzleben wurde 889 erstmals urkundlich erwähnt, als Arnolf von Kärnten das für das Stift Gandersheim eingeplante Gut Wanzleben verschenkte. Anfangs ein Haufendorf, erhielt es 1376 durch den Magdeburger Erzbischof Peter das Stadtrecht. Wanzleben wuchs mit vier Stadtvierteln, vier Stadttoren und einer Stadtmauer, von der noch Reste vorhanden sind. Im Jahre 1438 errichtete die Stadt die „Blaue Warte“ im Westen und die „Weiße Warte“ im Südwesten der Stadt, die noch erhalten sind. Herzog Georg zu Mecklenburg belagerte 1550 erfolglos die Burg, die Stadt wurde jedoch zerstört. Seit 1680 gehörte die Stadt zum brandenburg-preußischen Herzogtum Magdeburg und lag im damaligen Holzkreis. Im Siebenjährigen Krieg (1756–1763) logierten und fouragierten französische Truppen im Dezember 1757 in Wanzleben, nahmen Geiseln und gaben sie nach Loskauf Ende Dezember frei. Am 29. Dezember 1757 schlug Herzog Ferdinand von Braunschweig-Wolfenbüttel sein Hauptquartier auf Schloss Wanzleben auf. Wieder mussten die Bürger für den Unterhalt sorgen. Der Ortsnamensbestandteil -leben ist dort erläutert.
Von 1816 bis 1994 war die Stadt Sitz des Landkreises Wanzleben. 1994 fusionierte der Landkreis Wanzleben mit dem Landkreis Oschersleben zum Bördekreis, der am 1. Juli 2007 im Landkreis Börde aufging. Mitte des 19. Jahrhunderts begann die Mechanisierung der Landwirtschaft. Der Wanzleber Pflug ermöglicht das Tiefpflügen im Zuckerrübenanbau. Die Drillmaschine ersetzt die Aussaat per Hand.
Am 1. Juli 1950 wurde die bis dahin eigenständige Gemeinde Schleibnitz eingegliedert.
Am 1. Januar 2010 schloss sich die bis dahin selbstständige Stadt Wanzleben mit den Gemeinden Bottmersdorf, Domersleben, Dreileben, Eggenstedt, Groß Rodensleben, Hohendodeleben, Klein Rodensleben und der Stadt Seehausen zur neuen Stadt Wanzleben-Börde zusammen.
Am 1. Juli 2014 ist das neue Kommunalverfassungsgesetz des Landes Sachsen-Anhalt in Kraft getreten. In dessen § 14 Abs. 2 wird den Gemeinden die Möglichkeit gegeben, den Ortsteilen, die vor der Eingemeindung Städte waren, diese Bezeichnung zuzuerkennen. Die Stadt Wanzleben-Börde hat von dieser Regelung Gebrauch gemacht. Die diesbezügliche Änderung ihrer Hauptsatzung ist im Jahr 2015 in Kraft getreten. In den §§ 1 Abs. 2 und 16 Abs. 1 werden die Ortsteile und Ortschaften mit ihren amtlichen Namen aufgeführt.

## Religion
Die Evangelische Kirche in Mitteldeutschland verfügt über die Stadtkirche St. Jacobi (siehe Kultur und Sehenswürdigkeiten), zur Römisch-katholischen Kirche gehört die 1865/66 erbaute St.-Bonifatius-Kirche.

## Politik

### Ortschaftsrat und Ortsbürgermeister
| Ortschaftsratswahl der Stadt Wanzleben 2024Wahlbeteiligung: 57,5 % 403020100 34,224,917,39,28,26,2 TBaSport-freundeCDUSPDLinkeFDPGewinne und Verlusteim Vergleich zu 2019 %p 35 30 25 20 15 10 5 0 −5−10−15−20−25+34,2+24,9−9,0−13,4−20,1−6,9TBSport-freundeCDUSPDLinkeFDPAnmerkungen:a TB = Einzelbewerber Tino Bauer | Sitzverteilung im Ortschaftsrat der Stadt Wanzleben 2024Insgesamt 7 Sitze - Linke: 1 - SPD: 1 - Sportfreunde: 2 - TB: 1 - FDP: 1 - CDU: 1 | Der Ortsbürgermeister wurde am 9. Juli 2024 aus der Mitte des Ortschaftsrates gewählt. |

### Wappen

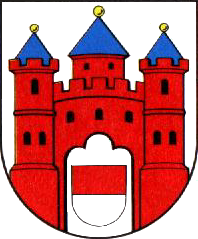
Altes Wappen von Wanzleben

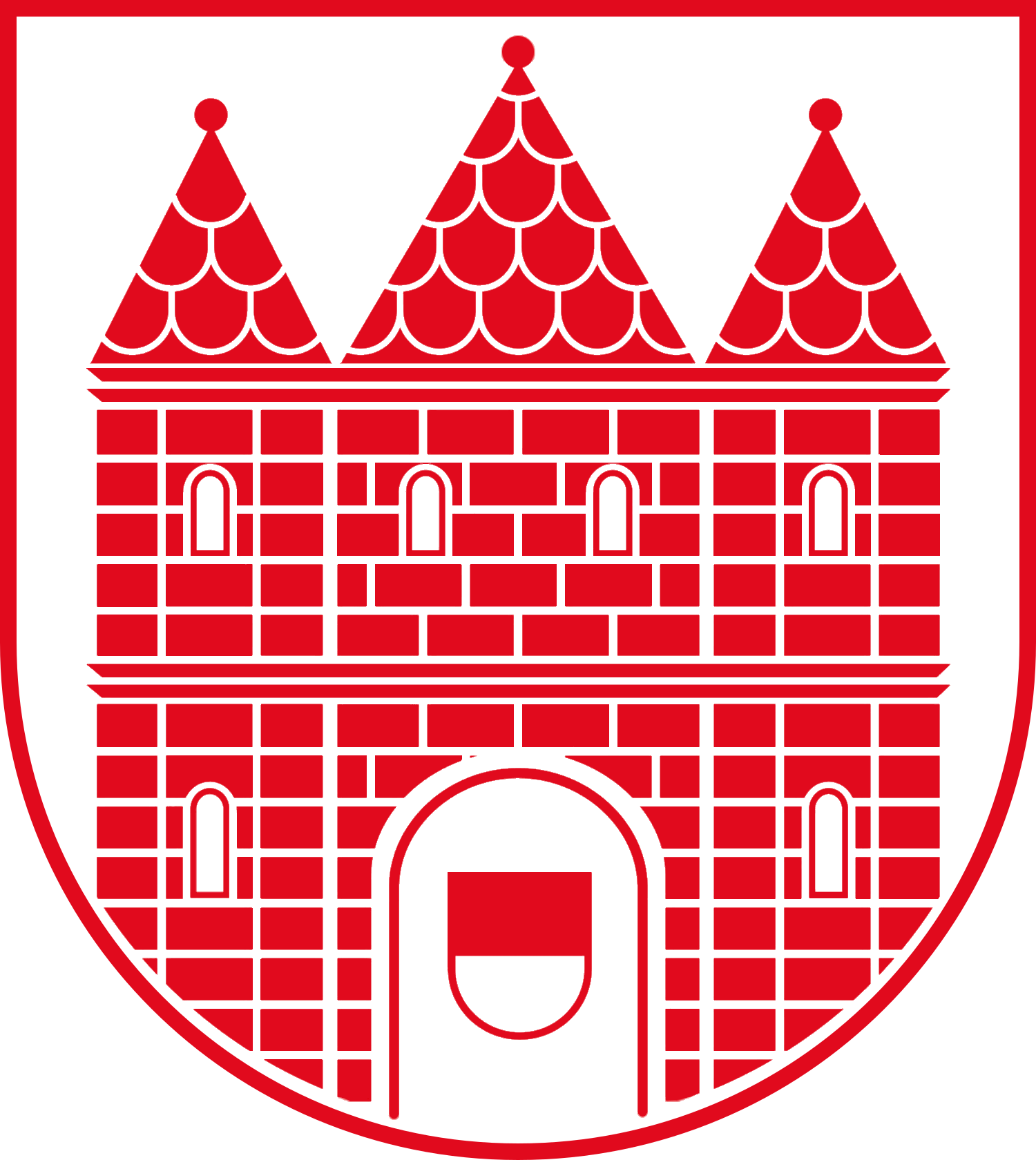
Wappen des Ortsteils Wanzleben

Das Wappen wurde am 14. Mai 1992 durch das Regierungspräsidium Magdeburg genehmigt. Es hat die Besonderheit, einen roten Schildrand zu führen.
Blasonierung: „In Silber eine rote silberbefugte Burg mit einem breiteren mittleren und zwei schmaleren seitlichen spitzbedachten und kugelbekrönten Türmen, der mittlere Turm mit zwei Rundbogenöffnungen im oberen Stockwerk und offenem Tor, darin schwebend der in Rot über Silber geteilte Schild des Erzstifts Magdeburg, die seitlicheren Türme mit je einer Rundbogenöffnung im Ober- und Untergeschoss.“
Das historische Wappen zeigt im Grunde das Gleiche in weniger stilisierter Form.
Die Farben des Ortsteils sind Rot-Weiß.

### Flagge
Die Flagge wurde 1996 genehmigt und ist rot-weiß längsgestreift mit dem mittig aufgesetzten Wappen.

### Partnerschaften
- Augustdorf in Nordrhein-Westfalen
- Loew in Belarus

## Kultur und Sehenswürdigkeiten

### Bauwerke

#### Burg, Schloss und Amt
Die Burg Wanzleben (Das Amt) ist eine große Niederungsburg, die durch Gräben, Wälle, versumpfte Teiche und durch den kleinen Fluss Sarre natürliche Hindernisse zur Verteidigung aufwies. Den Handelsweg von Magdeburg nach Halberstadt schützte und kontrollierte diese Rundburg. 896 wird Wanzleben als Burgward erstmals urkundlich erwähnt. Der über 30 m hohe Bergfried ist ein fünfgeschossiger Wohnturm, dessen unterer Teil aus dem 10., der Oberbau aus dem 11.–12. Jahrhundert stammen. Der Tor- oder Taubenturm ist in die gleiche Zeit zu datieren. Vom 12.–14. Jahrhundert wirkten die Herren von Wanzleben als Lehnsleute (Ministeriale) des Klosters Gandersheim. Im 14. Jahrhundert erwarben die Erzbischöfe von Magdeburg diese Burg. Mehrfachen Stürmen widerstand diese Feste 1351 und 1550. Bei dem Umbau zum Wohnschloss wurde 1583 eine neue Zufahrt geschaffen. Im Herzogtum Magdeburg wurde die Burg Sitz der Amtshauptleute. Im Dreißigjährigen Krieg waren Tilly mit den kaiserlichen und General Barner mit den schwedischen Truppen im wechselnden Besitz der Burg. Im Dezember 1757 schlug Herzog Ferdinand von Braunschweig-Wolfenbüttel sein Winterquartier auf. Nach dem Frieden von Tilsit (1807) übernachtete Königin Luise von Mecklenburg-Strelitz in Wanzleben, und Major Ferdinand von Schill wurde für die Nacht vom 9./10. Mai 1809 nach der Schlacht bei Dodendorf von Maire Kühne beherbergt. Anfang des 18. Jahrhunderts war die preußische Domäne Wanzleben entstanden. Nach zwei Generationen der Familie Johann Georg und Heinrich Cuno (1725–1778) pachteten fünf Generationen der Familie Kühne ab 1778 diese Domäne – letztere mit großem wirtschaftlichem Erfolg. 1922 umfasste der Besitz der staatlichen Dömäne nebst den Vorwerken Buch und Blumenberg gesamt 1.245 ha. Anteilig kamen noch Flächen in Bottmansdorf hinzu, etwa 268 ha. Damaliger Pächter war Amtsrat Erich Kühne. Familie Kühne bewirtschaftete das Gut bis 1945. Dem drohenden Verfall der Burg setzte 1990 Friedrich Wilhelm Kühne, ein Enkel des letzten Amtsrates, durch Erwerb dieser historischen Bausubstanz ein Ende. Seitdem wird schrittweise die Restaurierung der Gebäude vorgenommen, was deutlich sichtbar ist.

#### Rathaus
Am Karsamstag 1376 wurden Wanzleben die Rechte einer Stadt verliehen, unter denen auch die Errichtung und Erhaltung öffentlicher Gebäude enthalten sind. So wurde am 13. Juli 1446 (Margereten-Tag) die Fertigstellung des Rathauses vollzogen, was aus einer Tafel am Rathaus ersichtlich ist. Am 17. September 1550 wurde dieses Rathaus im Interimskrieg zerstört und 1556 wieder aufgebaut. Auch dieses Datum wurde in einer Tafel am Rathaus belegt: „Das Wort Gottes bleibt in Ewigkeit. Jesaja 40. Kein Heil im Kriege. 1556.“ Im Rathaus folgten umbauten 1600 mit Anbringung eines Reliefbildes (Bürgermeister Matth. Seger?). Ein großer Stadtbrand vernichtete am 8. Juli 1684 u. a. das Rathaus. Der Wiederaufbau dauerte bis 1705, auch dieses Datum wird auf einer Tafel belegt. So entstand ein zweigeschossiger Bau mit rechteckigen, zum Teil paarigen Fenster. Eine doppelläufige Freitreppe führt zu einem spitzbogigen Portal, dem Eingang zum Bürgersaal. Dort befindet sich an der Holzbalkendecke die Jahreszahl 1687, die wahrscheinlich den schrittweise erfolgten Wiederaufbau dokumentiert. Im Untergeschoss befand sich der Ratskeller, der bis 1849 als Ausschank für die durstigen Bürger diente. Der Marktplatz hat eine trompetenartige Form.
Im Jahre 1917 bekundete der Magistrat seinen Friedenswillen, was auf einer weiteren Tafel am Rathaus belegt wird. Nach Abriss des benachbarten Bürgerhauses erfolgte 1984 ein Anbau zum Rathaus. In den Jahren 1993–1995 wurde das Rathaus restauriert. Auf dem Marktplatz fand 1999 die Aufstellung eines mehrarmigen Kandelaberleuchters statt.

#### Stadtkirche St. Jacobi
Eine dem heiligen Jacob gewidmete Kirche war bereits 1263 im Sprengel (Archidiakonat) Wanzleben vorhanden. Nach der Stadtgründung erfolgte der Bau einer spätromanischen Basilika, die 1550 zerstört wurde. Der mit einem Kredit von 1100 Gulden finanzierte Wiederaufbau wurde unter Verwendung der verbliebenen Umfassungsmauern und bei Erhaltung des romanischen Taufsteines vollzogen.
An einem Pfeiler im Altarraum deutet die Jahreszahl 1551 wahrscheinlich auf die beendete Eindeckung hin. 1589 hatte der Magistrat eine Taufschale für den romanischen Taufstein gestiftet. 1712 wurde der gotische Anbau zur dreischiffigen Hallenkirche (zwischen Altarraum und romanischem Turm) beendet. Eine Orgel mit 2120 Pfeifen baute Matthias Hartmann ein. Den reichgeschnitzten Orgelprospekt schuf der in Wanzleben geborene preußische Hofbildhauer Johann Georg Glume. Bis 1997 wurde die Orgel fünfmal restauriert, wobei 1902 von Ernst Röver eine neue Orgel errichtet wurde. Die vorhandene Glocke stammt aus dem Jahre 1782, weitere sind in den Kriegen eingeschmolzen worden.
Im 19. Jahrhundert, besonders 1893–1895 fanden umfassende, radikale Umbauten im Innenraum statt. Dabei wurde eine Ausmalung in Anlehnung an den Jugendstil vorgenommen, die stark nachdunkelte. Die Ornamentmalereien schufen die einheimischen Maler Troch und Schoof, die figürlichen der Berliner Melchior Lechter. Die Paramente gestaltete Paramentiker Martin Eugen Beck aus Herrnhut. Holzbildhauer Gustav Kuntzsch, Wernigerode, schnitzte die Stuhlwangen.
Die von 1983 bis 1994 durchgeführte Renovierung ließ die Kirche in neuem Glanz erscheinen, sie wurde finanziert von einem Kirchenbauprogramm in der DDR. Im Jahre 1997 konnten sieben Altarfenster wiederhergestellt werden.

#### Stadtbefestigung
Von der Stadtmauer aus dem 14. Jh. sind nur noch Reste erhalten. Ebenfalls zu den Verteidigungsanlagen der Stadt gehörten die weit vor der Stadt gelegenen erhaltenen mittelalterlichen Warttürme Weiße Warte im Westen und Blaue Warte im Südwesten, erbaut 1438.

## Wirtschaft und Infrastruktur

### Verkehrsanbindung
Wanzleben ist über mehrere Straßen erreichbar; unter anderem über die B 246a, die B 246 und die BAB 14 über die L 50 Richtung Magdeburg.
Der stadtnahe Bahnhof Wanzleben an der Bahnstrecke Blumenberg–Eilsleben wird nur noch von Bioethanolzügen passiert, die zum Nordzucker-Werk nach Klein Wanzleben fahren. Nachdem seit 2018 auch am Bahnhof Blumenberg keine Regionalzüge mehr halten, ist Langenweddingen an der Bahnstrecke Magdeburg–Thale der nächste Bahnhaltepunkt, der noch im Personenverkehr bedient wird.
Der öffentliche Personennahverkehr wird unter anderem durch den PlusBus des Landesnetzes Sachsen-Anhalt erbracht. Folgende Verbindungen führen, betrieben von der BördeBus Verkehrsgesellschaft, durch Wanzleben:
- Linie 602: Magdeburg ↔ Schleibnitz ↔ Wanzleben ↔ Klein Wanzleben ↔ Seehausen
- Linie 603: Magdeburg ↔ Hohendodeleben ↔ Wanzleben ↔ Klein Wanzleben ↔ Oschersleben

### Wirtschaft
In Wanzleben gibt es einige Handwerksbetriebe, Einkaufsmöglichkeiten und ein großer Teil der Energie wird aus Biomasse in verschiedenen Biogasanlagen erzeugt. Eine davon wurde von den (inzwischen insolventen) eigenen Stadtwerken betrieben, die auch ein Fernwärmenetz betrieben haben. Die insolventen Stadtwerke Wanzleben (Bördekreis) wurden 2015 gerettet. Das Unternehmen wurde von einem Investor übernommen und uneingeschränkt weiter betrieben. Nach monatelangen Verhandlungen sind die Stadtwerke an den Potsdamer Energieversorger Danpower GmbH verkauft worden.

### Bildung
- Grundschule an der Burg Wanzleben
- Sekundarschule Wanzleben
- Börde-Gymnasium Wanzleben

## Persönlichkeiten

### Söhne und Töchter der Stadt

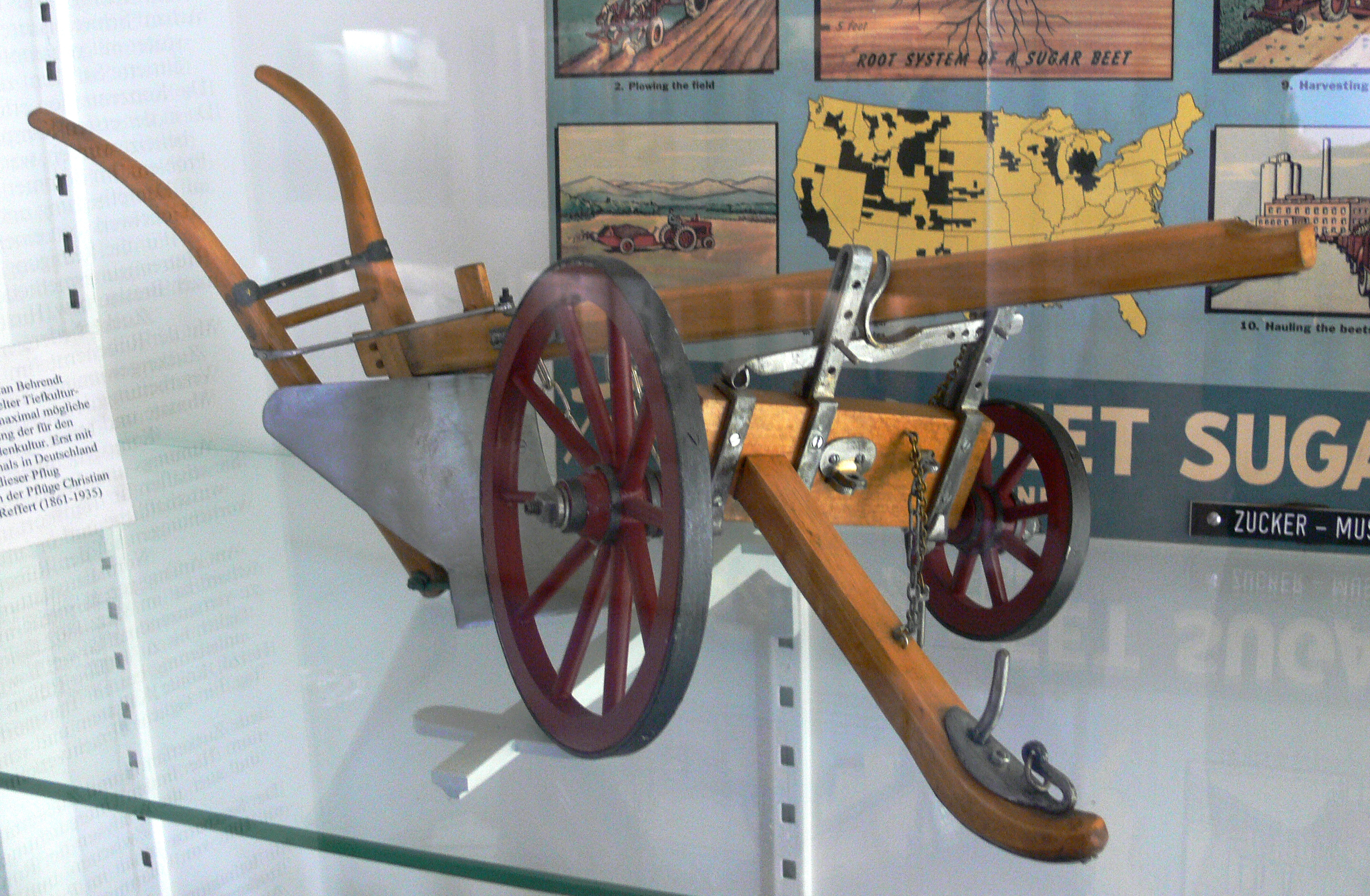
Modell des 1852 von Christian Behrendt vorgestellten „Wanzleber Pflugs“ (Tiefkulturpflug für den Zuckerrübenanbau), Zucker-Museum Berlin

- Johann Georg Glume (1679–1765), preußischer Hofbildhauer
- Ludwig Samuel Kühne (1786–1864), Beamter und Politiker
- Wilhelm Schatz (1802–1867), Botaniker und Philologe
- Alexander von Tresckow (1805–1878), preußischer Generalleutnant
- Scipio Agricola Herbig (1821–1891), Jurist und Mitglied des Konstituierenden Reichstags des Norddeutschen Bundes
- Heinrich Loewe (1869–1951), jüdischer Journalist
- Julius Meyer (1875–1934), Politiker (SPD)
- Friedrich Stuhlmann (1875–1952), Oberstleutnant, Bibliothekar und Militärhistoriker
- Walter Birk (1880–1954), Mediziner und Professor in Tübingen
- Otto Korn (1898–1955), Archivar und Heraldiker
- Martin Bangemann (1934–2022), Politiker (FDP)
- Edeltraud Rogée (* 1954), Politikerin (Die Linke)

### Mit der Stadt verbundene Persönlichkeiten
- Friedrich Ludwig (Louis) Kühne (1751–1828), Politiker, lebte zuletzt in Wanzleben
- Gerd Gerdes (1922–2014), Agrarwissenschaftler und Heimatforscher